# Emblema (Mosaik)

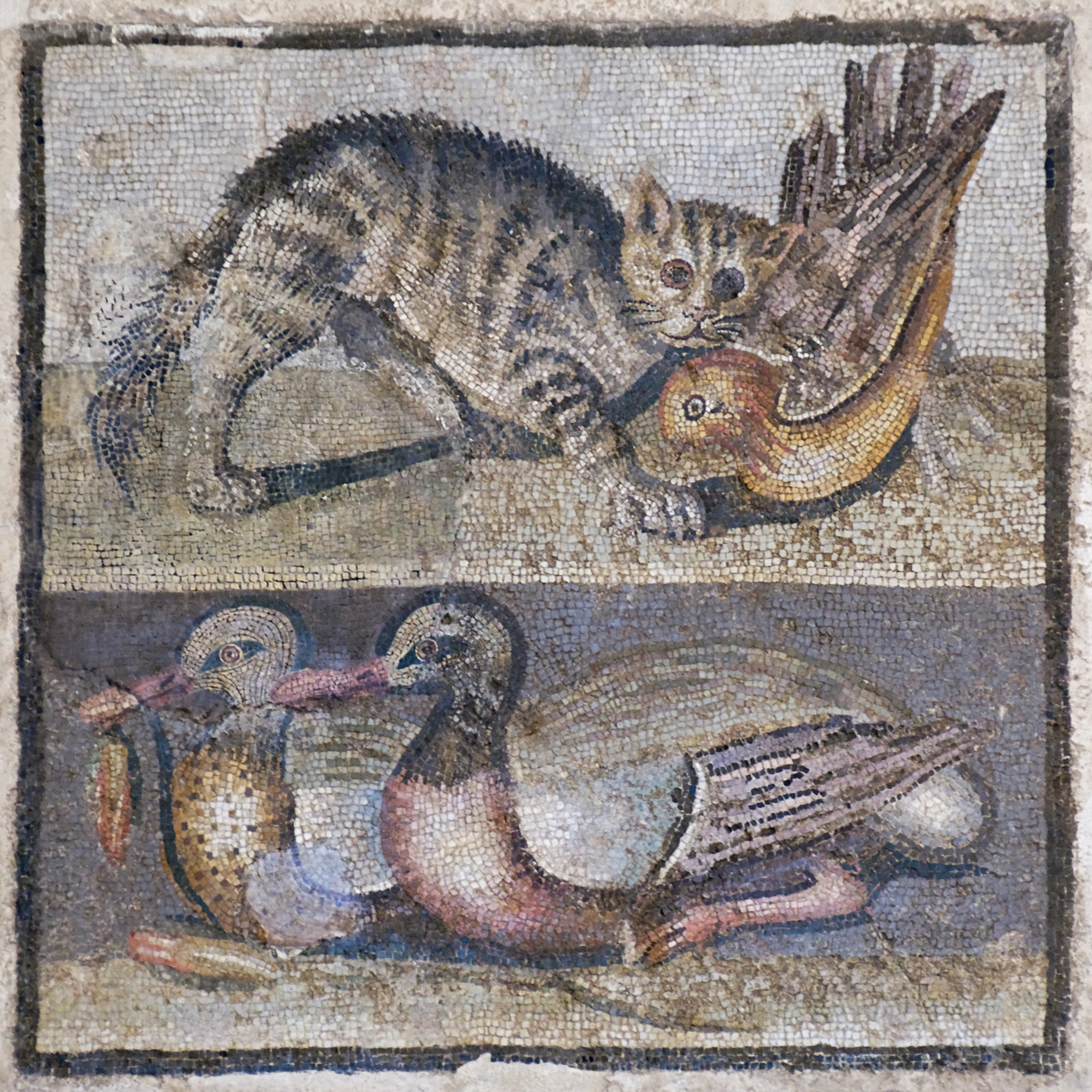
Zentralstück des Bodenmosaiks mit einer Katze und zwei Enten, 1. Hälfte des 1. Jahrhunderts v. Chr., Museo Nazionale Romano – Palazzo Massimo alle Terme

Ein Emblema (Plural Emblemata, von griechisch ἔμβλημα „das Eingesetzte“) ist das zentrale Motiv in hellenistischen und römischen Mosaiken. Es handelt sich oft um figürliche Szenen. Es können aber auch Objekte dargestellt sein. Emblemata sind meist in opus vermiculatum ausgeführt. Sie sind also mit kleineren Steinen als das restliche Mosaik hergestellt und in einer Werkstatt produziert, während das restliche Mosaik vor Ort ausgelegt wurde. Die ältesten Beispiele datieren um 200 v. Chr. Im 3. Jahrhundert n. Chr. werden sie seltener, großfigurige Bilder in gröberer Machart werden häufiger.